# Tell Your World
《Tell Your World》（中文名或译为《告诉你的世界》）是由Livetune制作、初音未来演唱的歌曲，类型属于JPOP。亦是Google Chrome浏览器的广告宣传曲。此曲在217個國家數位發行，创下日本歌手史上在最多国家数字发行音乐的纪录。当日获得iTunes排行榜第一名的成绩。初音未来也是繼Lady Gaga、賈斯丁·比伯后Google Chrome的第3位代言人，也是日本首位Google Chrome代言人。此歌曲的同名迷你专辑《Tell Your World EP》于2012年3月14日由TOY'S FACTORY发行，是Livetune名下的第三张专辑。